# Elezioni parlamentari in Austria del 1919
Le elezioni parlamentari in Austria del 1919 si tennero il 16 febbraio per l'elezione dell'Assemblea nazionale costituente (Konstituierende Nationalversammlung); si trattò delle prime consultazioni dall'inizio della Prima Repubblica.
Furono ammesse al voto le donne, i cittadini tedeschi residenti in Austria e ai tedeschi dei Sudeti (che vivevano nella neonata Cecoslovacchia); l'affluenza alle urne fu dell'84,4%.
Il Partito Socialdemocratico dei Lavoratori si affermò come la prima forza politica, ottenendo 72 dei 170 seggi. Il partito era largamente sostenuto dalla classe operaia, mentre gli agricoltori e la classe media votarono principalmente per il Partito Cristiano-Sociale.
La prima riunione dell'assemblea fu il 4 marzo 1919 e i due partiti principali, lo SDAP e il CS, formarono un governo di coalizione. La nuova Costituzione fu approvata il 1º ottobre 1920.